# Stvaranje (časopis)
„Stvaranje“ je časopis Udruženja književnika Crne Gore. Časopis za književnost „Stvaranje“ pojavljuje se u izdanju „Oboda“, oktobra 1946. godine, a pokrenuli su ga Mihailo Lalić, Janko Đonović i Mirko Banjević. Glavni i odgovorni urednici prvog broja, koji je objavljen u skromnoj opremi, bili su: Janko Đonović, Mirko Banjević i Čedo Vuković. „Stvaranje“ je od 1952. do 1972. godine uređivao Čedo Vuković. Od 1972. godine, časopis je uređivao Sreten Asanović, a kasnije su urednici bili i Ranko Jovović, Jevrem Brković, Garo Jovanović, Milica Bakrač (2015-2019)... Aktuelni glavni i odgovorni urednik „Stvaranja” je Aleksandar Ćuković (2019-).
Stvaranje je izlazilo na Cetinju sve do januara 1963. godine, nakon čega je redakcija preseljena u tadašnji Titograd. Časopis je izlazio u mjesečnim i dvomjesečnim sveskama, u standardnom obliku i formatu, s tim što je vremenom mijenjan izgled prednje korice, kao i naslova pojedinih rubrika.

## SjećanjeMihaila Lalićana pokretanje časopisa
Kako se početaka „Stvaranja”, tačnije osnivanja časopisa, sjećao Mihailo Lalić ostalo je zabilježeno u intervjuu koji je slavni pisac dao „Titogradskoj tribini” 9. jula 1986. godine:
„Osnivanje časopisa 'Stvaranje' planirali smo pa zatim i ostvarili, godine 1946. Mirko Banjević, Janko Đonović i ja, uz naklonost i pomoć Pokrajinskog komiteta. Cilj nam je bio da sebi i svojim drugovima mlađim i starijim, omogućimo objavljivanje književnih radova, kritika, osvrta, članaka o književnim i kulturnim problemima.
Utisci, sjećanja i uspomene iz tog vremena, ostali su uglavnom nezapisani. Niko ne voli da se sjeća mučnih dana, a oni su bili mučni: od jutra do mraka ispunjeni slikama patnje, ruševine, bojom čađi...
...Društvene prilike i ekonomske, kao što se vidi iz prethodnog, nijesu bile ni malo pogodne za umjetničko stvaralaštvo.
Oko Cetinja vukle su se bande bivših saradnika okupatora, separatističkih ostataka, te iz zasjede ubijale istaknute i zaslužne pojedince i prekidale ono malo saobraćaja.
U svemu se oskudijevalo, samo je oružja i pucnjave bilo dosta i previše. Glad, zakrpe, golotinja, bosa djeca i bolesti – sve je bilo preče od umjetnosti, knjige i brige za kulturu. Naše želje izgledale su čak i smješnje u tim prilikama. Ponekad smo se i sami stidjeli kada je trebalo pomenuti naše muke i probleme usred tih okolnosti.
Ipak, radili smo svoj posao koliko smo mogli. Mirko Banjević je dodavao nova pjevanja poemi 'Sutjeska', Janko Đonović redigovao uspomene s Apenina i iz logora, Olga Ćetković je pripremala zbirku lirskih pjesama, Mihailo Ražnatović obećavao novu knjigu priča, Vukašin Perović se hrvao sa svojim ogromnim romanom o tri pokoljenja. Nadali smo se da ćemo pokrenuti, 'nakolesati' sjetnog Aleksandra Ivanovića da napiše još koju pjesmu.
Ponešto smo objavljivali u 'Pobjedi', ali ona je izlazila jednom ili dvaput nedjeljno i pružala nam jednu stranicu prostora. U beogradske časopise i listove nijesmo se usuđivali da pošaljemo: za njih smo mi bili provincijalci ili početnici, imena gotovo nepoznata iako su Mirko Banjević i Janko Đonović objavljivali buntovne stihove još u vrijeme diktature i protivu nje.
Mogli smo doći do izraza samo na književnim večerima. Te priredbe su dobro primane, naročito u Nikšiću i Boki. Do Berana, Bijelog Polja i Pljevalja bilo je nama nemoguće stići zbog saobraćajnih neprilika.
Možda bi bilo interesantno da pomenem čime smo se prevozili – teretnjacima s građevinskim materijalom -  cigle, kreč i poezija zajedno. Pri tom bi se Banjević i Perović izborili da dobiju mjesto u kabini. Mi drugi smo se smiještali pozadi, na gredama, vrećama cementa ili kreča, pod prodrtim ceradama kroz koje nas je bila kiša.
Eto, na tim putovanjima zamislili smo da osnujemo časopis 'Stvaranje'”.

## Zanimljivosti
Nakon dva broja časopis „Stvaranje” se spaja sa časopisom „Privredni pregled”, što je bilo iznenađenje za sve. Neodrživost ovakve simbioze brzo je uočena, tako da je „Stvaranje” nakon nekoliko brojeva ponovo nastavilo da izlazi kao časopis za književnost i kulturu.

## Urednici kroz istoriju
- Mihailo Lalić (1946)
- Janko Đonović (1948 - 1950)
- Mirko Banjević (1951-  1953)
- Čedo Vuković (1953 - 1972)
- Sreten Asanović (1973 - 1989)
- Milo Kralj (1989 - 1991)
- Ranko Jovović
- Jevrem Brković
- Garo Jovanović
- Milica Bakrač (2015 - 2019)
- Aleksandar Ćuković  (2019 - )